# Möser (Alemania)
Möser es un municipio situado en el distrito de Jerichower Land, en el estado federado de Sajonia-Anhalt (Alemania). Tiene una población estimada, a fines de 2023, de 8416 habitantes.